# Tatort: Das Lederherz
Das Lederherz ist die 124. Folge der Fernsehreihe Tatort. Die vom Südwestfunk (SWF) produzierte Folge wurde erstmals am 3. Mai 1981 im Ersten Programm der ARD ausgestrahlt. Für Baden-Badener Kriminalhauptkommissarin Hanne Wiegand (Karin Anselm) ist es der erste Fall. Es geht um den Tod einer Frau und um die strafrechtliche Verantwortlichkeit ihres Ehemannes.

## Handlung
Der arbeitsbesessene Architekt Gert Dieckmann sitzt an einem Freitagabend bei seiner Arbeit, während seine depressive Ehefrau Eva sich auf den gemeinsamen Freitagabend freut und sich ausgehfertig macht. Sie ist eifersüchtig und enttäuscht, dass ihr Mann nicht mit ihr ausgehen, sondern lieber weiter arbeiten will. Als er sie alleine in die Disco schicken will, unterstellt sie ihm ein Verhältnis mit seiner Mitarbeiterin Angelika Kesting und hält ihm zudem seine Erfolglosigkeit und die Hilfe ihres wohlhabenden Vaters für ihn vor. Es kommt zum Streit zwischen den beiden und er schlägt sie. Daraufhin nimmt sie Schlafmittel ein. Er versucht, sie zu zwingen, die Tabletten wieder auszuspucken. Da steigt sie aus dem Fenster und klettert auf ein Sims. Sie droht, hinunter in den Tod zu springen. Er fleht sie an, vom Fenstersims hinunterzusteigen und zu reden, doch sie provoziert ihn weiterhin, indem sie ihm vorhält, wie enttäuscht sie vom Leben mit ihm ist. Als sie abrutscht, hält er sie fest, sie provoziert ihn weiterhin, bis er sie loslässt. Im Fallen reißt sie ein Lederherz aus seiner Wolljacke. Von Evas Schrei alarmiert, beobachtet eine Nachbarin, wie Gert aus dem Fenster schaut. Kriminalhauptkommissarin Hanne Wiegand wird mit dem Fall betraut und befragt den sichtlich unter Schock stehenden Gert Dieckmann.
Dieckmann gibt an, der Tod seiner Frau sei ein Unfall gewesen. Er habe seine Frau trotz 15 Jahren Ehe nicht gekannt. Die Spurensicherung hat in der Wohnung Spuren eines Kampfes gefunden, zudem wird aus der Gerichtsmedizin gemeldet, dass der Sturz aus dem Fenster todesursächlich war. Im Haus war Dieckmann nicht sehr beliebt, Nachbarn berichten von Misshandlungen Dieckmanns zu Lasten seiner Frau. Eine anonyme Männerstimme hat ihn des Mordes beschuldigt. Wiegand befragt Dieckmann nach den Schlafmitteln und Psychopharmaka in der Wohnung und alten Schnittwunden an Evas Armen, die auf einen früheren Suizidversuch hindeuten. Dieckmann reagiert ungehalten. Als Evas Eltern, das Ehepaar Weber, auf dem Kommissariat erscheinen, macht Herr Weber seinem Schwiegersohn Vorwürfe. Dieser habe seine einzige Tochter in den Tod getrieben. Dieckmann räumt ein, er hätte sich mehr um Eva kümmern müssen. Wiegand fährt Dieckmann nach Hause und begleitet ihn in die Wohnung. Sie erklärt, dass sie ihm helfen möchte, falls er juristisch unschuldig ist. Dieckmann bemerkt, dass am linken Ärmel seiner Wolljacke das Lederherz fehlt, das an beiden Ärmel auf die Ellenbogenseiten genäht sind. Da ihm klar ist, dass seine Frau das Lederherz im Fallen von seinem Ärmel gerissen haben muss, macht er sich sogleich an der Absturzstelle auf die Suche und findet es schließlich. Als er wieder in die Wohnung zurück möchte, steht Wiegand vor der Tür, die ihren Schirm vergessen hat. Dieckmann erzählt ihr, er habe nach dem Schock frische Luft schnappen müssen.
Dieckmann zeigt sich nunmehr wesentlich aufgeschlossener. Er lädt Wiegand zum Kaffee ein und bietet ihr an, ihre Fragen zu beantworten. Er erzählt ihr, dass er den Ansprüchen seiner Frau und seiner Schwiegereltern nicht entsprochen habe. Kommerziellen Bauprojekten, die sein Schwiegervater als Bauunternehmer bauen ließ, habe er sich verweigert. Zudem habe seine Frau viel Aufmerksamkeit benötigt, die er ihr nicht geben konnte, so dass er sie weder materiell noch emotional befriedigen konnte. Sie habe starke psychische Probleme gehabt und deshalb schon mal versucht, sich das Leben zu nehmen. Auch von ihrer Auseinandersetzung am Abend erzählt er ihr, er wisse nicht, ob sie wirklich springen wollte oder nur abgerutscht sei, als sie mit dem Sprung drohen wollte. Er erzählt Wiegand schließlich auch von einem möglichen Motiv, das er gehabt haben könnte, auf Eva war eine Lebensversicherung in Höhe von DM 300.000 zu seinen Gunsten abgeschlossen. Am nächsten Morgen erfährt Wiegand, dass Eva Dieckmann zum Todeszeitpunkt alkoholisiert war und unter Tabletteneinfluss stand. Es hätte nach den Untersuchungen für Dieckmann kein körperliches Problem sein müssen, seine Frau festzuhalten und wieder in die Wohnung zu ziehen. Im Gegensatz zu ihren Assistenten Simon und Brunner glaubt Wiegand nicht an Mord, doch wird sie hellhörig, als ihre Kollegen neben Abdrücken an Evas Armen, die darauf hinweisen, dass Dieckmann sie festgehalten habe, auch Stoffpartikel unter ihren Fingernägeln gefunden wurden, die sowohl Woll- als auch Lederreste aufweisen. Wiegand sucht erneut Dieckmann auf, als dieser gerade dabei ist, das Lederherz wieder an seine Wolljacke zu nähen.
Wiegand hilft Dieckmann, der sich unbeholfen anstellt, das Lederherz wieder an den Ärmel zu nähen. Sie bemerkt, dass das Herz abgerissen wurde. Dieckmann erzählt ihr, dies sei während der Auseinandersetzung um die Medikamente seiner Frau passiert. Dieckmanns Assistentin Angelika Kesting kommt zu Besuch, um mit Dieckmann Baupläne zu besprechen. Diese bestätigt Wiegand gegenüber, dass Eva auf sie eifersüchtig gewesen sei, sie habe am Abend ihres Todes ihren Mann zunächst am Telefon verleugnet und später ein weiteres Telefonat zwischen ihr und Dieckmann unterbrochen. Kurz darauf tauchen die Webers bei ihrem Schwiegersohn auf, Weber gibt erneut seinem Schwiegersohn die moralische Schuld am Tod seiner Tochter, hält ihn aber für einen ansonsten guten Kerl, der allerdings keinen Geschäftssinn habe. Trotzdem ist er bereit, seinen Schwiegersohn nunmehr als Erben einzusetzen, doch Dieckmann lehnt ab. Dieckmann fährt mit Wiegand zu einer Baustelle und zeigt ihr Großsiedlungen, die sein Schwiegervater baut. Dieckmann ist Idealist und ein Freund von ökologischer Architektur, mit Großsiedlungen, die die Natur zerstören, will er nichts zu tun haben. Er war nicht bereit, für Geld seine Ideale zu verraten und habe deshalb nicht bei seinem Schwiegervater angefangen.
Dieckmann zeigt Wiegand anschließend sein Herzensprojekt, er würde gerne ein altes Quartier sanieren und dort Eigentumswohnungen errichten. Wiegand sieht, da Dieckmann kein Geld hat, darin ein Motiv, um an das Geld aus der Lebensversicherung seiner Frau zu kommen. Als sie ihren Verdacht äußert, versucht Dieckmann, sich Wiegand zu nähern, doch die weist ihn zurück. Im Büro fragt Wiegand Simon und Brunner, ob ihnen am Tatabend ein Lederherz in der Wohnung aufgefallen wäre. Doch niemand hat eines gefunden. Simon fiel allerdings auf, dass an einer Strickjacke in der Garderobe ein Lederherz abgerissen war. Wiegand fährt erneut zu Dieckmann und fragt ihn nach der Strickjacke, die sie mit ins Labor nehmen möchte. Dieckmann gibt sie ihr. Wiegand konfrontiert ihn damit, dass das Lederherz in Evas Todesnacht nicht in der Wohnung gefunden worden sei. Sie ginge davon aus, dass Eva es erst beim Sturz aus dem Fenster abgerissen hat. Sie fragt Dieckmann erneut, was er auf der Straße gemacht habe, als sie wegen des Schirms zu seiner Wohnung zurückgekehrt sei. Er bleibt bei seiner Aussage, doch Wiegand konfrontiert ihn damit, dass sie beim Annähen bemerkt hätte, dass das Herz vom Regen nass war und getrocknet wurde. Dies und Straßenschmutz werde sich im Labor feststellen lassen. Dieckmann beteuert seine Unschuld, er habe seine Frau nicht töten wollen, doch schließlich gibt er zu, sie nicht im Fallen festgehalten zu haben, obwohl ihm das möglich gewesen wäre.

## Einschaltquote und Hintergrund
Bei der Erstausstrahlung konnte diese Folge 19,73 Mio. Zuschauer binden, was einem Marktanteil von 54 % entsprach. Die Folge wurde in Baden-Baden und Umgebung zwischen dem 29. Juli und dem 28. August 1980 gedreht.

## Kritik
Die Kritiker der Fernsehzeitschrift TV Spielfilm beurteilen diesen Tatort positiv und kommentieren: „Ehekrimi mit Gefühl und etwas Leerlauf“.